# Серебряное кресло
«Серебряное кресло» (англ. The Silver Chair) — фэнтезийный роман Клайва Стейплза Льюиса, опубликованный в 1953 году; четвёртая (шестая по хронологическому порядку) книга серии «Хроники Нарнии».

## Сюжет
На этот раз никто из семейства Певенси в Нарнию не возвращается — Питер, Сьюзен, Эдмунд и Люси стали для этого слишком взрослыми.
Юстэс учится в так называемой экспериментальной школе, где вместе и мальчики, и девочки. Руководство школы позволяет детям всё, а несколько старших ребят пользуются этим и издеваются над младшими. Джил Поул, его одноклассница, получившая в тот день свою долю поддразниваний, прячется на заднем дворе школы и плачет. Там её находит Юстэс и, пробуя утешить, рассказывает ей о своих приключениях в Нарнии на летних каникулах. Услышав, что их разыскивают мучители, они убегают вверх по склону, чтобы уйти из школы через потайную калитку, но, открыв дверь, оказываются не на вершине холма, а в незнакомой им прекрасной горной стране. Джил подходит к самому краю обрыва и случайно сталкивает туда Юстэса, который пытался оттащить её от края. В этот момент рядом оказывается Лев – Аслан – и дует на мальчика. Юстэс не падает, а плавно летит по воздуху на запад. Затем Аслан рассказывает Джил о миссии, ради которой он вызвал их обоих из Англии — нужно вернуть домой пропавшего нарнийского принца, по которому горюет его отец, король Каспиан X. Его уже так долго не могут найти, что он признан мёртвым, но принц точно жив. Аслан перечисляет четыре знака, их дети должны твёрдо запомнить и неукоснительно им следовать. Он отправляет Джил вслед за Юстэсом в Нарнию силой своего дыхания.
Говорящие совы рассказывают детям об исчезновении принца Рилиана, который мечтал отомстить чудовищной зелёной змее за смерть матери, Дочери Звезды. На месте убийства Рилиан однажды встретил прекрасную девушку в зелёном платье, манившую его к себе, и после нескольких встреч с ней не вернулся. Найти принца пытались лучшие нарнийцы, но в поисках пропадали и они, поэтому это было официально запрещено королём. Юстэс предполагает, что девушка в зелёном и была той самой змеёй. Чтобы выполнить завет Аслана, Юстэс и Джил знакомятся с эксцентричным и меланхолическим существом – кваклем-бродяклем по имени Хмур. Он может показать дорогу на север и сопровождать их. Путешественники отправляются на поиски по указанному Асланом пути и идут много дней. Однако Джил помнит знаки нетвёрдо и ленится постоянно их повторять, из-за чего три из них они пропускают (при этом первый исполнился ещё по прибытии детей в Нарнию, и если бы Джил не столкнула Юстэса, он бы тоже услышал их от Аслана и исполнил бы тот первый). По дороге они встречают незнакомую даму и её спутника, молчаливого рыцаря в чёрных доспехах. Дама направляет их к великанам в замок Харфанг, обещая, что там их примут со всем гостеприимством.
Друзья продолжают идти на север, проходят мимо руин города древних великанов, найти которые им было необходимо, и просят приюта в Харфанге, соблазнившись тёплым ночлегом и сытным ужином. Неожиданно они открывают, что это великаны-людоеды, и улучают почти идеальный момент для побега. Спасаясь от преследования, они попадают глубоко под землю, где встречают армию гномов, полностью подчиняющихся своей королеве. Под их конвоем Юстэс, Джил и Хмур совершают необычное путешествие сквозь таинственные пещеры, пересекают море и оказываются в Подземном царстве. Здесь правит королева — та самая дама, но сейчас её нет во дворце. Друзей принимает чёрный рыцарь, только уже без доспехов. Этот молодой человек тоже слепо слушает лишь свою госпожу, уверенный, что она когда-то из великодушия спасла его от какой-то беды. Он не помнит ничего из своей прошлой жизни, до того, как оказался у неё при дворе. Каждую ночь он на время теряет разум, впадает в бешенство и затем превращается в громадного змея, а наутро просыпается уставшим и ничего не помнящим. Королева приказывает на это время привязывать его по рукам и ногам к серебряному креслу — только она знает, как справляться с этим заклятьем. Она обещает, что человек освободится от заклятья, когда станет королём одной из стран Наземья. Друзья подозревают, что дело тут нечисто, и поэтому, когда человек просит их остаться с ним на время его припадка, они соглашаются, рассчитывая узнать что-нибудь важное для себя. Неожиданно во время припадка он говорит, что на самом деле в это время суток приходит в себя и заколдован всё остальное время, а затем умоляет освободить его «во имя Аслана» (четвёртый знак). Поколебавшись, Хмур, Юстэс и Джил решают не упустить хотя бы этот знак и разрубают путы. Человек вскакивает, хватает свой меч, обрушивает его на серебряное кресло и открывает, что он — принц Рилиан.
Королева приходит во дворец от дороги, прокопанной к Наземью, и обнаруживает незваных гостей. Она старается внушить им, что Наземья, Льва и солнца не существует, но Хмур гасит колдовской огонь, которым она лишала их воли. Тогда королева превращается в змею и нападает на них. Все четверо побеждают её, и она погибает от их мечей. Гномы тоже освобождаются от гнёта и готовятся вернуться на родину, в ещё более глубокую страну. Рилиан, как и Каспиан когда-то, выбирает между путешествием в неведомые прекрасные места и дорогой домой. После этого трещина в более глубокий мир закрывается навсегда. Друзья после долгого подъёма по тропе, проложенной к поверхности, возвращаются в Нарнию. Здесь их встречают разные нарнийские жители и узнают Рилиана. После его рассказа о своих злоключениях все понимают, что королева-колдунья хотела захватить Нарнию и действовала терпеливо и хитро: сначала она расправилась с матерью Рилиана, потом похитила принца и держала его в заточении. В итоге, когда она захватила бы Нарнию с армией Подземья, заколдованный, лишённый ею памяти принц правил бы так, как велела бы ему колдунья. Наутро Рилиан раньше остальных отправляется в дорогу, чтобы увидеть отца. Хмур остаётся залечивать ногу, которой он затушил огонь, а Юстэс и Джил отправляются на кентаврах в королевский замок. Престарелый Каспиан, едва встретившись с сыном, умирает, и Рилиан становится королём вместо него. Юстэс и Джил в сопровождении Аслана перемещаются на знакомую им гору и здесь встречаются с Каспианом, который по воле Аслана ненадолго воскресает в своём молодом обличье. Он просит разрешения у Аслана побывать в нашем мире, и тот соглашается показать ему наш мир на несколько минут. Дети встречаются здесь со своими обидчиками, но те пугаются их внешнего вида и спины Льва, а затем убегают прочь. Аслан и Каспиан возвращаются в Нарнию, Юстэс и Джил прячутся в школе и переодеваются в обычную одежду. Директриса вызывает полицию из-за того, что тоже увидела странных созданий, но, конечно, полиция ничего не обнаруживает. Зато в школе проводят проверку, и всех нехороших учеников исключают, а школьные порядки становятся гораздо лучше. Дружба Юстэса и Джил остаётся с ними навсегда.

## Персонажи
- Юстэс Вред — мальчик из нашего мира, побывавший в Нарнии до этого со своими кузенами Эдмундом и Люси
- Джил Поул — девочка из нашего мира, которая учится с Юстэсом в одной школе
- Король Каспиан — король Нарнии, вместе с которым Юстэс совершил Плавание на край Света
- Принц Рилиан — сын короля Каспиана, его единственный наследник
- Аслан — Великий Лев
- Хмур — квакль-бродякль, помогающий Юстэсу и Джил в поисках Рилиана.
- Зелёная Колдунья — королева Подземья, она же змея-перевёртыш

## Переводы на русский язык
| Год  | Название          | Переводчики                              | Издательство |
| ---- | ----------------- | ---------------------------------------- | ------------ |
| -    | Серебряное кресло | Наталья Трауберг                         | -            |
| 1992 | Серебряный трон   | В. Евменов, А. Кальниченко, В. Ластивняк | Паритет      |

## Экранизация
- 1990 — «Хроники Нарнии: Серебряное кресло»[англ.] (сериал Би-би-си; реж. Алекс Кирби)
- 1 октября 2013 в сети появился анонс о начале работы над четвёртым фильмом. Предварительное название ленты — The Chronicles of Narnia: The Silver Chair («Хроники Нарнии: Серебряное кресло»[англ.] или «… Серебряный трон»). Продюсерами фильма должны были быть Марк Гордон и Дуглас Грешем совместно с Винсентом Зибером (англ. Vincent Sieber), директором C.S. Lewis Company. 5 декабря 2013 года было объявлено имя сценариста — им стал Дэвид Маги́[англ.][1]. В начале октября 2015 года Грешем сообщил, что написание сценария уже подходит к концу[2]. 28 апреля 2017 года Дуглас Грэшем объявил, что режиссёром картины стал Джо Джонстон[3]. На фестивале Comic-Con, прошедшем в конце октября 2017 года в Париже, Джонстон объявил, что подготовка к съёмкам начнётся летом 2018 года, а сами съёмки — зимой, с целью выпустить фильм в 2019 году[4][5]. В качестве возможного места съёмок он назвал Южный остров Новой Зеландии[4]. 3 октября вышло официальное заявление, что компания Netflix займется съёмками[6][7] . По состоянию на июнь 2022 года, точная дата выхода экранизации ещё не известна.